# NXT TakeOver: 36
NXT Takeover 36 est une manifestation de catch (lutte professionnelle) produite par la World Wrestling Entertainment (WWE), une fédération de catch (lutte professionnelle) américaine, qui est diffusée sur le WWE Network. Cet événement met en avant les membres de l’émission NXT, le club-école de la WWE. L'événement s'est déroulé le 22 août 2021, au WWE Performance Center à Orlando, en Floride. 

## Contexte
Les spectacles de la World Wrestling Entertainment (WWE) sont constitués de matchs aux résultats prédéterminés par les scénaristes de la WWE. Ces rencontres sont justifiées par des storylines – une rivalité avec un catcheur, la plupart du temps – ou par des qualifications survenues dans les shows de la WWE telles que Raw, SmackDown et NXT. Tous les catcheurs possèdent une gimmick, c'est-à-dire qu'ils incarnent un personnage gentil (Face) ou méchant (Heel), qui évolue au fil des rencontres. Un événement comme 36 est donc un événement tournant pour les différentes storylines en cours,.

## Tableau des matches
| Ordre par numéros | Résultat                                            | Stipulation(s) | Temps |
| --- | --------------------------------------------------- | --- | ----- |
| 1P | Ridge Holland (avec Pete Dunne) bat Trey Baxter     | Match simple | 1:45  |
| 2 | Cameron Grimes (avec Ted DiBiase) bat LA Knight (c) | Match simple pour le Million Dollar Championship Si Cameron Grimes perd, DiBiase devient le majordome de LA Knight. | 16:31 |
| 3 | Raquel González (c) bat Dakota Kai                  | Ladder match pour le NXT Women's Championship                                                                       | 12:24 |
| 4 | Ilja Dragunov bat WALTER (c)                        | Match simple pour le NXT UK Championship                                                                            | 22:03 |
| 5 | Kyle O'Reilly bat Adam Cole (2-1)                   | 2 Out of 3 Falls match                                                                                              | 25:20 |
| 6 | Samoa Joe bat Karrion Kross (c)                     | Match simple pour le NXT Championship                                                                               | 12:25 |
| La lettre C placée entre parenthèses désigne la personne ou l’équipe championne en titre. P – indique que le match a eu lieu lors du pré-show |                                                     | |       |